# Dycladia lucetius
Dycladia lucetius là một loài bướm đêm thuộc phân họ Arctiinae, họ Erebidae.